# Radka Brožková
Radka Brožková, född 21 juni 1984, är en tjeckisk orienterare med ett VM-brons och ett JVM-silver som främsta meriter.